# Stadtbaudirektion Wien
Die Stadtbaudirektion Wien bzw. das Stadtbauamt (historisch, aber inoffiziell bis heute verwendet) ist Teil des Magistrats der Stadt Wien. Die Organisationseinheit wird seit 2021 von Stadtbaudirektor Bernhard Jarolim geleitet und hat rund 100 Mitarbeitende. Die offizielle Bezeichnung lautet „Magistratsdirektion – Geschäftsbereich Bauten und Technik“ (MD-BD). Die Stadtbaudirektion ist eine Einheit der Magistratsdirektion der Stadt Wien und untersteht dem Magistratsdirektor.

## Geschichte
Das Wiener Stadtbauamt wurde am 3. Jänner 1835 gegründet und bestand bis 1920 als eigenes städtisches Amt neben dem Magistrat. Viele Planungen im Zuge der Eingemeindung der Vorstädte, 1850, und der Vororte, ab 1890, zur Stadt Wien (siehe: Wiener Gemeindebezirke) wurden direkt von Beamten des Wiener Stadtbauamtes erstellt. Spezielle Aufgaben stellten sich unter anderem beim 1858 begonnenen Bau der Wiener Ringstraße bei Demolierung der Stadtmauer, bei der Wiener Donauregulierung 1868–1875, bei der Wiener Weltausstellung 1873, beim Bau der beiden Wiener Hochquellenwasserleitungen, 1870–1910, beim Abriss des Linienwalls und beim Ausbau der Gürtelstraße in den 1890er Jahren, bei der 1895–1899 durchgeführten Wienflussregulierung und beim damit verbundenen Bau der Wiener Stadtbahn bis 1901. Der Ausbau öffentlicher kommunaler Einrichtungen, etwa die Verlegung und Vergrößerung des Naschmarkts und der Ausbau der Spitäler, wurde bis zum Beginn des Ersten Weltkriegs, 1914, fortgesetzt.
Mit der am 1. Juni 1920 durch niederösterreichisches Landesgesetz in Kraft getretenen Änderung des Gemeindestatuts (siehe: Wiener Stadtsenat und Wiener Landesregierung) wurde die Baudirektion mit den ihr unterstehenden Dienststellen Teil des Magistrats. Die Änderung nahm wesentliche Teile der durch Wiener Landesverfassungsgesetz am 18. November 1920 in Kraft getretenen Wiener Stadtverfassung, die auf der am 1. Oktober 1920 beschlossenen Bundesverfassung beruht, vorweg. Seit 18. November 1920 fungiert die Baudirektion auch als Teil des Amtes der Wiener Landesregierung.
Das Bauamt spielte nun in den Jahren des „Roten Wien“ bis 1934 mit der Realisierung des ehrgeizigen und international beachteten Bauprogramms der Stadtverwaltung (u. a. „Gemeindebauten“, Bäder, Sozialeinrichtungen) wieder eine sehr wichtige Rolle. Als Ikone aus dieser Zeit gilt bis heute der bis 1930 errichtete Karl-Marx-Hof, zu dem Karl Ehn vom Wiener Stadtbauamt die Pläne erstellt hatte.
In der Ständestaatsdiktatur wurden Bauvorhaben stark reduziert, doch entstand zur Arbeitsbeschaffung die 1935 eröffnete Wiener Höhenstraße. Die nationalsozialistische Diktatur entwickelte 1938 / 1939 für das von ihr geschaffene Groß-Wien gewaltige Ausbau- und Umbaupläne, die dann kriegsbedingt ad acta gelegt werden mussten. 
Im Bombenkrieg der Jahre 1944 und 1945 entstanden in Wien enorme Bauschäden, die das Bauamt ab Mai 1945 mehr als zehn Jahre intensiv beschäftigen sollten. Daneben wurde aber der kommunale Wohnbau sofort wieder aufgenommen (z. B. Per-Albin-Hansson-Siedlung, erster Bauteil 1951 eröffnet) und mit Bauten wie der Opernpassage, 1955 eröffnet, dem 1957 fertiggestellten Matzleinsdorfer Hochhaus und der 1964 eröffneten Gürtelbrücke der Anschluss an die Moderne symbolisiert. 
In den 1950er und 1960er Jahren hatte das Bauamt Entscheidungshilfen für diverse Verkehrsprojekte (Stadtautobahnen, Ausbau des Franz-Josefs-Kais usw.) zu liefern, die zum Vorteil des Stadtbildes größtenteils nicht realisiert worden sind. Die Planung der Wiener U-Bahn wurde ernsthaft erst ab Mitte der 1960er Jahre in Angriff genommen; bis dahin hatte die kommunalpolitische Entscheidung dazu gefehlt. Man glaubte eine Zeit lang, mit der Tieflegung der Straßenbahn wie auf der „Zweierlinie“ und auf dem Gürtel auszukommen. Inzwischen hat sich der U-Bahn-Bau längst als Aufgabe für viele Jahrzehnte erwiesen. 
Für den Individualverkehr wurde unter anderem 1970–1993 die Südosttangente eröffnet. Dem Hochwasserschutz und der Schaffung von Freizeitflächen diente der 1972–1988 erfolgte Bau der Neuen Donau und der Wiener Donauinsel, der Wiens Stadtlandschaft an der Donau stark verändert hat.
Aktuelle Arbeitsschwerpunkte für die stark wachsende Stadt sind beispielsweise die Umsetzung des Schulneubauprogramms 2020 mit 10 Campusanlagen und das Schulsanierungspaket mit über 100 Objekten, die Koordinierung der Bau- und Planungstätigkeiten in den Stadterweiterungsgebieten (z. B. Seestadt Aspern, Hauptbahnhof Wien, ehemalige Bahnhofsareale Nordbahnhof und Nordwestbahnhof) und die Abstimmung der Baustellenvorhaben auf Wiens Straßen.

## Organisationseinheiten der Stadtbaudirektion
Die Stadtbaudirektion umfasst:
- Kompetenzzentrum soziale und kulturelle Infrastruktur, Nachhaltigkeit im Hochbau
- Kompetenzzentrum technische Infrastruktur, bauliche Sicherheit im öffentlichen Raum
- Kompetenzzentrum übergeordnete Stadtplanung, Smart City Strategie, Partizipation, Gender Planning
- Kompetenzzentrum grüne und umweltbezogene Infrastruktur, Umwelt
- Kompetenzzentrum Bahninfrastruktur, Regulative Bau, Ingenieurservices, Normen
- Bereichsleitung Immobilienstrategie, Infrastrukturbedarfe
- Programmleitung Stadtentwicklungsareale für lebenswertes Wohnen
- Stabsstelle Ressourcenschonung und Nachhaltigkeit im Bauwesen
- Services Auftragswesen und ISBA
- Services Managementsysteme und IKT
- Services Interne Leistungen

## Stadtbaudirektoren und Stadtbaudirektorinnen Wiens seit 1835
- 1835–1864 Kajetan Schiefer
- 1865–1877 Rudolf Niernsee
- 1877–1882 Hieronymus Arnberger
- 1883–1903 Franz Berger
- 1903–1913 Karl Sykora
- 1913–1920 Heinrich Goldemund
- 1920–1925 Max Fiebiger
- 1925–1941 Franz Musil
- 1945–1954 Johann Gundacker
- 1954–1957 Ferdinand Hosnedl
- 1957–1961 Aladar Pecht
- 1961–1974 Rudolf Koller
- 1974–1980 Anton Seda (1920–2000)
- 1981–1988 Ernst Filz
- 1988–1993 Herbert Bechyna
- 1993–2008 Gerhard Weber
- 2008–2021 Brigitte Jilka
- seit 2021 Bernhard Jarolim